# Rastrococcus vicorum
Rastrococcus vicorum är en insektsart som beskrevs av Williams och Watson 1988. Rastrococcus vicorum ingår i släktet Rastrococcus och familjen ullsköldlöss. Inga underarter finns listade i Catalogue of Life.